# Sheldon Adelson
Sheldon Gary Adelson (født 1. august 1933 i Boston i USA,  død 11. januar 2021) var en amerikansk erhvervsmand og milliardær. Han lagde grundlaget for sin formue i ejendomsmarkedet i Las Vegas. Han var ejer af Las Vegas Sands-gruppen, og da han solgte ti procent af sin andele af den på børsen i december 2004, indebar det, at hans formue steg fra 1,4 til over 16 milliarder dollar. 